# Aleksandar Mitrović
Aleksandar Mitrović (født 16. september 1994 i Smederevo, Jugoslavien) er en serbisk professionel fodboldspiller, som spiller for Saudi Pro League-klubben Al-Hilal og Serbiens landshold.

## Klubkarriere
Mitrović startede sin karriere i hjemlandet, hvor han blandt andet spillede for Beograd-storklubben FK Partizan. I sommeren 2013 blev han solgt til den belgiske klub Anderlecht, hvor han året efter var med til at vinde det belgiske mesterskab.
I sommeren 2015 blev Mitrović solgt til Newcastle United i England for en pris på 13 millioner britiske pund.

## Landshold
Mitrović debuterede for Serbiens landshold 7. juni 2013 i en VM-kvalifikationskamp på udebane mod Belgien. Senere samme år scorede han sit første mål for holdet i et opgør mod Kroatien. Han var en del af den serbiske trup til VM 2018 i Rusland.